# سبع فرص
سبع فرص (بالإنجليزية: Seven Chances) هو فيلم كوميدي أمريكي صامت أنتج في سنة 1925 من بطولة وإخراج باستر كيتون، الفيلم مقتبس من مسرحية من تأليف روي كوبر ميجرو تم إنتاجها في عام 1916 من قبل دايفيد بيلاسكو، صُورت مشاهد البداية في هذا الفيلم بالألوان بتقنية Technicolor.

## القصة
جيمي شانون (باستر كيتون) الوسيط المالي هو الشريك الأصغر في شركة وساطة ماكين وشانون، وهما على حافة الانهيار المالي، عندما يقدم له محامي جده وصيه بأنه ورث سبعة ملايين دولار بشرط أن يكون متزوجًا في الساعة السابعة مساء في يوم عيد ميلاده الـ 27، والذي يكون صادف أن يكون هو اليوم نفسه، فيذهب إلى حبيبته ماري جونز ليعرض عليها الزواج إلا أنه يفسر لها سبب الزواج في نفس اليوم بطريقة خرقاء فتغضب منه وتتركه.
و بعد ذلك تنجح أم ماري في إقناع ابنتها بإعطاء جيمى فرصة أخرى فتتصل ماري بجيمى ثم تسمعه من خلال سماعة التليفون في مكتبه وهو يقول لمحاميه أنه يرفض أن يتزوج من أي فتاة أخرى بعد أن كلفته أموال جده الفتاة الوحيدة التي أحبها، فترسل له مذكرة مع أحد الأشخاص تخبره فيها أنها موافقة على الزواج منه، وفي نفس الوقت يقنعه شريكه ماكين بأن يحاول الزواج من واحدة من سبع نساء هو يعرفهم في النادي من أجل إنقاذ شركتهم، وبالفعل يذهب جيمي إلى النادي ويطلب الزواج منهم الواحدة تلو الأخرى إلا أنه يفشل معهن جميعًا، بعدها ينشر ماكين إعلانًا في الصحف يطلب فيه عروسة لجيمي على أن تتواجد في الكنيسة في تمام الساعة الخامسة مساء من أجل الـ 7 ملايين دولار، وبعد نشر الإعلان تذهب مئات النساء إلى الكنيسة من أجل الزواج من جيمي وعندما يرى جيمي هذا العدد الهائل من النساء يهرب منهن فتتعقبه النساء في الشوارع وتبدأ مطاردة طويلة، وفي نفس الوقت تصل مذكرة ماري إلى جيمي فيطلب جيمي من ماكين أن يرسل قسيسًا إلى بيت ماري.
و بعد أن يتخلص جيمى من جحافل النساء اللائي تطارده يذهب إلى بيت ماري قبل الساعة السابعة بدقائق قليلة ويتزوجا هناك في الوقت المناسب.

## طاقم التمثيل
- باستر كيتون - جيمي شانون
- تى. روى بارنز - بيلي ماكين
- سنيتز إدواردز - المحامي
- روث دواير - ماري جونز
- فرانسيس رايموند - الأم
- إروين كونيلي - القسيس
- جول كولز - مزارع
- جان آرثر - ميس سميث
- بارتين بيركيت - فتاة في النادي
- روزاليند بيرن - فتاة القبعات
- دوريس دين - فتاة في ملعب الجولف
- كونستانس تالمادج - فتاة في سيارة

## وصلات خارجية
- سبع فرص على موقع IMDb (الإنجليزية)
- سبع فرص على موقع روتن توميتوز (الإنجليزية)
- سبع فرص على موقع نتفليكس (الإنجليزية)
- سبع فرص على موقع ألو سيني (الفرنسية)
- سبع فرص على موقع Turner Classic Movies (الإنجليزية)
- سبع فرص على موقع أول موفي (الإنجليزية)
- سبع فرص على موقع فيلمافينيتي (الإسبانية)
- سبع فرص على موقع قاعدة بيانات الأفلام السويدية (السويدية)
- سبع فرص على موقع قاعدة بيانات الفيلم (الإنجليزية)
- سبع فرص على موقع ليتربوكسد (الإنجليزية)
- Seven Chances film على يوتيوب